# サン＝ナゼール＝アン＝ロワイヤン
サン＝ナゼール＝アン＝ロワイヤン （Saint-Nazaire-en-Royans）は、フランス、オーヴェルニュ＝ローヌ＝アルプ地域圏、ドローム県のコミューン。

## 地理

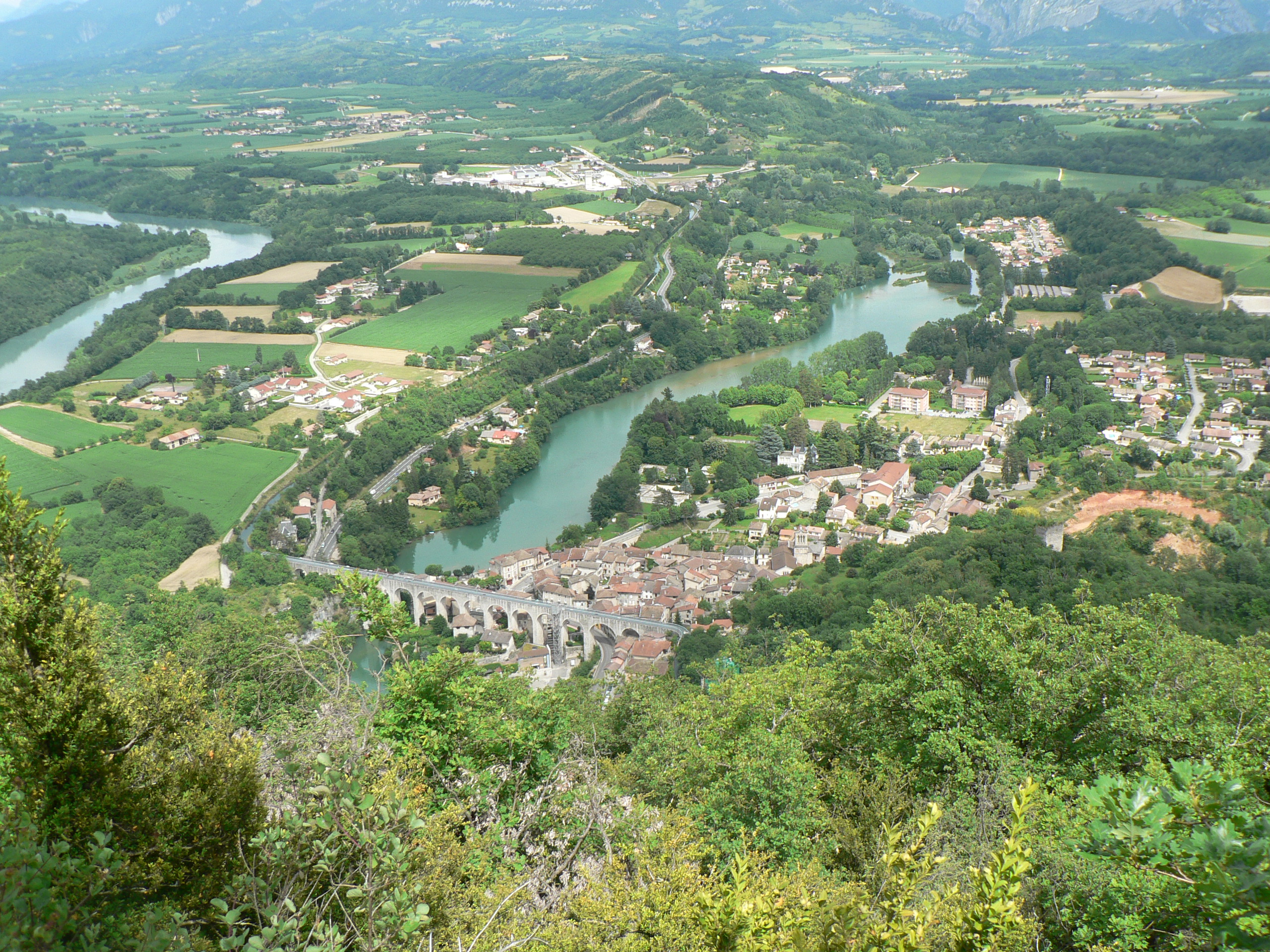
上空から見たサン＝ナゼール＝アン＝ロワイヤン

サン＝ナゼールは、イゼール川とその支流ブルヌ川に沿って位置している。

## 歴史
サン＝ナゼールは、町の中の狭い通りが示しているように中世の村である。今も、かつて村を覆っていた壁の跡や、城の廃墟が残っている。
第二次世界大戦中の1944年6月29日、サン＝ナゼールは空爆された。ヴァランス、グルノーブル、ヴェルクールとの交差地点に位置するためであった。
1950年代、イゼール川にダム建設が進み、ブルヌ川に人造湖が生まれた。

## 人口統計
| 1962年 | 1968年 | 1975年 | 1982年 | 1990年 | 1999年 | 2006年 | 2011年 |
| ------ | ------ | ------ | ------ | ------ | ------ | ------ | ------ |
| 648    | 590    | 493    | 576    | 531    | 498    | 677    | 783    |

参照元:1999年までEHESS、2004年以降INSEE

## 史跡
- 水道橋 - 1876年建設。ブルヌ川の水を引いている。高さ35m、長さ235m。
- タイス洞窟 - クロマニヨン人の痕跡が発見されている。